# Paweł Olechnowicz
Paweł Olechnowicz (ur. 1952 w Puszczy Obalskiej na Wileńszczyźnie) – polski menedżer, w latach 2002–2016 prezes zarządu Grupy Lotos.

## Życiorys
Absolwent Wydziału Technologii i Mechanizacji Odlewnictwa Akademii Górniczo-Hutniczej w Krakowie oraz podyplomowych studiów z zakresu organizacji, ekonomiki i zarządzania przemysłem na Politechnice Gdańskiej.
W 1977 rozpoczął pracę zawodową w Zakładach Mechanicznych Zamech w Elblągu. W latach 1990–1996 był prezesem zarządu i dyrektorem generalnym ABB Zamech Ltd., a w latach 1995–1996 również obejmował stanowisko wiceprezydenta i szefa segmentu energetycznego w ABB Polska. Następnie zatrudniony w ABB Ltd. w Zurychu na stanowisku wiceprezesa na Europę Centralną i Wschodnią. W latach 1999–2000 pełnił funkcję wiceprezesa i zastępcy dyrektora generalnego w ZML Kęty. Od 2001 kierował firmą konsultingową Paweł Olechnowicz – Consulting.
12 marca 2002 objął funkcję prezesa zarządu Rafinerii Gdańskiej, później przekształconej w Grupę Lotos. 13 kwietnia 2016 został z niej odwołany, pozostając wówczas na stanowisku dyrektora generalnego, które również wcześniej zajmował.
Od 2009 do 2013 był prezesem Polskiego Forum Akademicko-Gospodarczego.
29 stycznia 2019 został zatrzymany przez funkcjonariuszy Centralnego Biura Antykorupcyjnego, przedstawiono mu zarzut wyrządzenia znacznej szkody majątkowej na szkodę Grupy Lotos (w związku z zawarciem w 2011 umowy o świadczenie usług doradczych). Paweł Olechnowicz wyraził zgodę na podawanie swoich danych i nie przyznał się do tego czynu. 31 stycznia 2019 sąd rejonowy nie uwzględnił wniosku o jego tymczasowe aresztowanie. W marcu 2021 Sąd Okręgowy w Gdańsku uznał zatrzymanie Pawła Olechnowicza za bezpodstawne i zasądził na jego rzecz zadośćuczynienie od Skarbu Państwa w wysokości 45 tysięcy złotych. W grudniu 2024 prokurator umorzył śledztwo m.in. przeciwko niemu, stwierdzając brak znamion czynu zabronionego.
W 2024 Paweł Olechnowicz został doradcą prezesa Orlenu, a w 2025 członkiem rady nadzorczej Energi.

## Odznaczenia i wyróżnienia
W 2011 odznaczony Krzyżem Oficerskim Orderu Odrodzenia Polski. W 2012 otrzymał Perłę Honorową Polskiej Gospodarki (w kategorii gospodarka).